# Rebecca Roanhorse
Rebecca Roanhorse (Conway, 14 mei 1971) is een Amerikaanse schrijfster van fantasy en sciencefiction. Ze won hiervoor onder meer een Nebula Award, een Hugo Award, een Locus Award en een Campbell Award.

## Biografisch
Roanhorse werd geboren als Rebecca Parish en groeide op bij adoptieouders. Haar vader en moeder waren allebei leraar. Ze studeerde aan de Yale University en de University of New Mexico en rondde een postdoctorale opleiding rechtsgeleerdheid af, met een specialisatie in de federale rechten van de Amerikaanse Indianen. Ze woonde daarna een paar jaar in een reservaat van de Navajo dat zich uitstrekt over Arizona, New Mexico en Utah. Daar werkte ze als juridisch assistent op het Navajo Supreme Court.
Roanhorse begon in 2017 met het publiceren van korte verhalen. Een daarvan was Welcome to Your Authentic Indian Experience™, over een Amerikaanse Indiaan die werkt bij een toeristisch bedrijf dat virtual reality-versies van stereotype Indiaanse belevenissen verkoopt. Hij wordt verscheurd tussen uitvoeren wat zijn baas van hem verlangt en luisteren naar de klachten van een groep Amerikaanse Indianen. Roanhorse won hiervoor zowel een Nebula Award, een Hugo Award als een Campbell Award.
Roanhorse bracht in 2018 haar eerste boek uit, Trail of Lightning. Hierin verwoest een overstroming grote delen van de Verenigde Staten. Het thuisland van de Navajo wordt daarbij een onafhankelijke staat en een aantal clanleden ontwikkelt magische krachten, die ze nodig hebben om het op te nemen tegen allerlei bovennatuurlijke wezens. Roanhorse won voor dit boek de Locus Award voor beste debuut. Ze publiceerde een jaar later een vervolg, Storm of Locusts.
Naast haar boeken schreef Roanhorse de vijfdelige miniserie Echo voor Marvel Comics, over het Amerikaans-Indiaanse personage Maya Lopez / Echo, dat uitkwam in begin 2024.

### Boeken
- 2018 - Trail of Lightning (The Sixth World I, Locus Award)
- 2019 - Storm of Locusts  (The Sixth World II)
- 2019 - Star Wars: Resistance Reborn
- 2020 - Race to the Sun
- 2020 - Black Sun (Between Earth and Sky I)
- 2022 - Fevered Star (Between Earth and Sky II)
- 2022 - Tread of Angels (novelle)